# Matamala de Almazán
Matamala de Almazán è un comune spagnolo di 392 abitanti situato nella comunità autonoma di Castiglia e León.